# Essigberg
Der Essigberg ist ein mindestens 597,5 m ü. NHN hoher Nordwestausläufer des Bergs Hohes Gras (614,8 m) im Hohen Habichtswald, einem Teil des Habichtswälder Berglands, im Landkreis Kassel in Nordhessen. Er ist die dritthöchste Erhebung des Gebirgszugs Hoher Habichtswald und die vierthöchste des Naturparks Habichtswald.
Überregional bekannt ist der Essigberg als Standort des 186 m hohen Fernmeldeturms Habichtswald, dem zweithöchsten Typenturm Deutschlands.

## Geographie

### Lage
Die bewaldete Kuppe des Essigberges erhebt sich im Landkreis Kassel auf dem Gebiet der Gemeinde Habichtswald rund 3,7 km südöstlich des Ortsteils Ehlen und etwa 700 m westlich der äußersten westlichen Grenze der kreisfreien Stadt Kassel. Zum Hohen Gras sind es rund 1 km in Richtung Südosten (Entfernungen je Luftlinie).
Als gut im Wald versteckte, nur sanft ansteigende und weitläufige Bergkuppe fällt der Essigberg auf dem insgesamt recht hohen Habichtswald kaum auf. Am Essigberg entspringt neben anderen Bächen die Ahne.

### Naturräumliche Zuordnung
Der Essigberg gehört in der naturräumlichen Haupteinheitengruppe Westhessisches Berg- und Senkenland (Nr. 34) bzw. in der Haupteinheit Habichtswälder Bergland (342) zum Naturraum Hoher Habichtswald (342.00).

### Wasserscheide
Über die Kuppe des Essigbergs verläuft die „Diemel-Fulda-Wasserscheide“, die ein Teil der recht langgestreckten Diemel-Eder/Fulda/Weser-Wasserscheide ist: Das Wasser der kurzen Bäche (z. B. der Laubach; im Unterlauf Lubach genannt), die aus Richtung des Berges vorerst west- oder nordwestwärts fließen, erreicht früher oder später über die Warme den Weser-Zufluss Diemel. Dem entgegen streben die Bäche, die vom Berg oder von benachbarten Hochlagen in nordöstliche, östliche und südöstliche Richtungen verlaufen, wie Ahne, Drusel und Bauna dem Weser-Zufluss Fulda zu.

### Berghöhe
Die Höhe des Essigbergs wird meistens mit (etwa) 595 m angegeben, was in vielen Karten aus Höhenlinien ersichtlich ist und manchmal auch als Ziffern ausgeschrieben steht. Tatsächlich aber ist der Berg mindestens 597,5 m hoch.

## Fernmeldeturm Habichtswald
Auf dem Essigberg befindet sich der Fernmeldeturm Habichtswald der Deutschen Telekom AG, der Mitte der 1970er-Jahre erbaut wurde. Er steht auf 594,2 m Höhe und ist 186 m hoch. Er ist ein Typenturm und mit einer Sendeanlage des Hessischen Rundfunks für Radio und TV ausgestattet. Sein Betreten ist der Öffentlichkeit untersagt.

## Aussichtsmöglichkeit
Vom Essigberg kann man schöne Aussichten genießen. Beispielsweise blickt man vom in Turmnähe befindlichen Wanderparkplatz und dessen Umgebung in westlichen Richtungen unter anderem vorbei an Wattenberg, Weidelsburg, Isthaberg, Burghasunger Berg und Großem Bärenberg bis hinüber zum weit entfernten Rothaargebirge mit dem Upland. Zwischen Parkplatz und Turm steht eine Schutzhütte.

## Aktivitäten
Viele Wege, auf denen man beispielsweise zum Nachbarn Hohes Gras laufen kann, laden am Essigberg zu Spaziergängen und Wanderungen ein. Westlich um den Berg herum führt die Extratour H3 des Habichtswaldsteigs. In der kalten Jahreszeit kommen, wenn genug Schnee liegt, zahlreiche Menschen mit ihren Schlitten auf den Berg, um südlich von Bergkuppe und Fernmeldeturm zu rodeln.

## Anfahrt
Der Essigberg kann mit dem Auto über die breit ausgebaute Verbindungsstraße Ehlen–Kassel (von Ost nach West „Druseltalstraße“, „Im Druseltal“ und „Ehlener Straße“ genannt; Landesstraße 3298) angefahren werden. Aus Richtung Osten oder Westen kommend biegt man etwas westlich der höchsten Stelle dieser Straße in Richtung Norden auf den unweit des Fernmeldeturms angelegten, großen Wanderparkplatz (nicht ausgeschildert) ab. Man kann auch mit Bussen der KVG anreisen.